# KuroKy

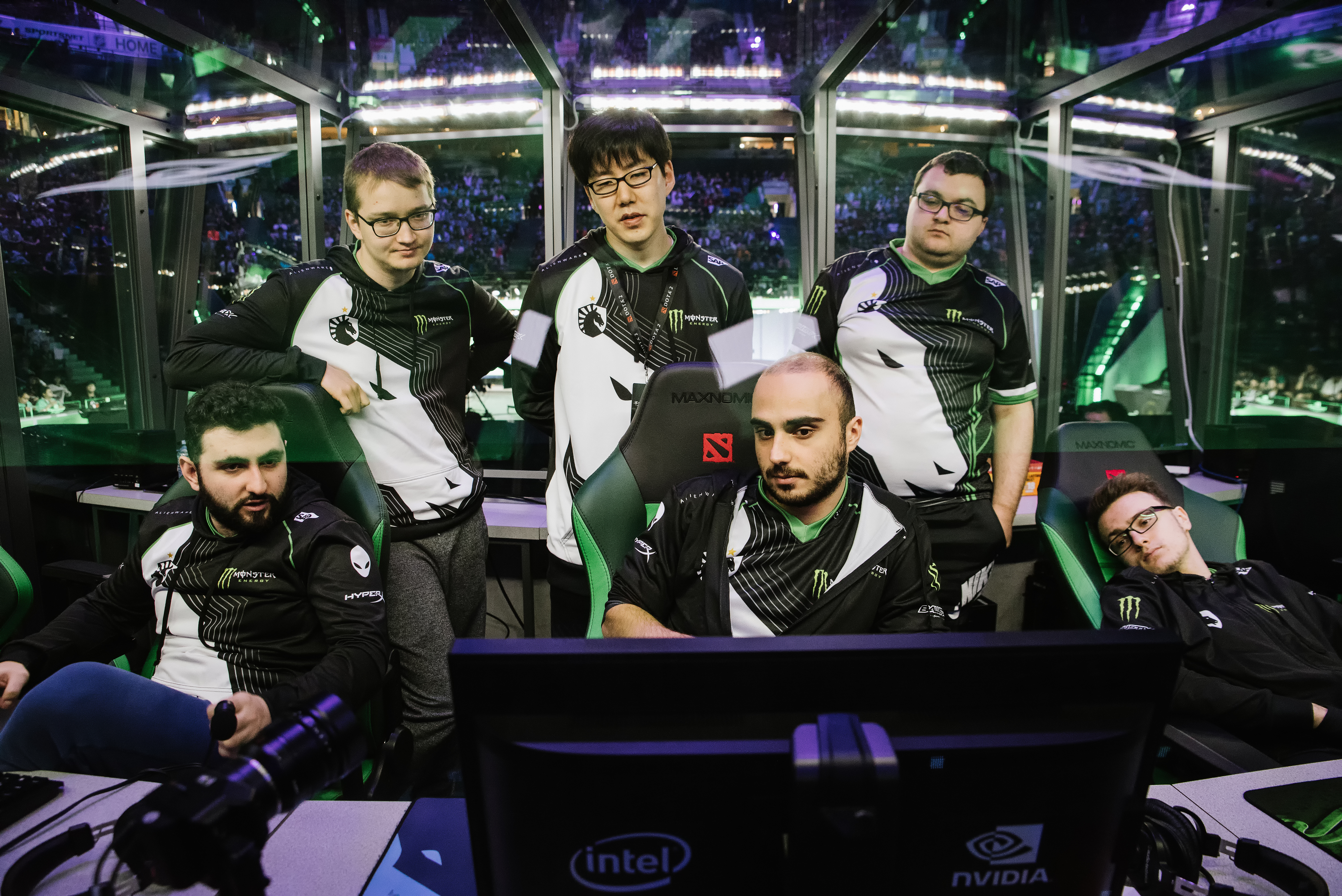
KuroKy

Kuro Salehi Takhasomi (Tiếng Ba Tư: کوروش صالحی تخاسمی), thường được biết tới với biệt danh KuroKy, là một game thủ Dota 2 chuyên nghiệp người Đức gốc Iran hiện đang chơi cho đội Nigma. Anh là đội trưởng Team Liquid vô địch thế giới The International năm 2017. Kuroky cũng là 1 trong những game thủ có thành tích tốt nhất của bộ môn này khi tham dự 9 kỳ The International liên tiếp từ 2011–2019.

## Sự nghiệp

### 2008–2011:Dota
KuroKy bắt đầu thi đấu chuyên nghiệp bộ môn Defense of the Ancients vào năm 16 tuổi, anh khởi đầu với vị trí carry tại các đội game Mouz, Kingsurf, Nirvana.int, MYM và Ks.int. Khi thi đấu cho Mouz anh đã gặp Clement "Puppey" Ivanov, và đây chính là khởi đầu cho một trong những mối quan hệ bền chặt nhất thế giới esport.

### 2011–2014: Khởi đầu vớiDota 2và Natus Vincere
Khi Dota 2 được giới thiệu cùng với giải đấu The International, đội của KuroKy đã phải vật lộn tìm hướng đi cộng với việc người bạn thân Puppey gia nhập Natus Vincere đã khiến anh gần như từ bỏ con đường game thủ chuyên nghiệp. Anh sau đó lần lượt thi đấu cho Virtus.pro, Uebelst gamynG và mousesports nhưng không có được thành tích đáng kể. Bước ngoặt đến với KuroKy vào năm 2013 khi anh gia nhập Natus Vincere sau khi được người bạn thân "Puppey" giới thiệu và thi đấu tại vị trí support 4, họ sau đó đã đứng thứ 2 tại The International 2013.

### 2014–2015: Team Secret
KuroKy rời Natus Vincere sau một năm 2014 mờ nhạt cùng với Puppey. Họ đã thành lập Team Secret cùng với game thủ Fly, N0tail từ Fnatic và thành viên từ Alliance, s4. Dù đội hình liên tục bị xáo trộn, Team Secret vẫn giành được chiến thắng tại 4 giải LAN lớn sau đó, nhưng họ đã không thành công tại The International 2015 sau thất bại trước Virtus.Pro.

### 2015–2019: Team Liquid
Sau thất bại tại The International 2015, KuroKy đã rời đi thành lập 1 team mới là 5Jungz cùng với các thành viên ít tên tuổi khi đó: FATA-, MATUMBAMAN, JerAx và MinD_ContRoL. 5Jungz được Team Liquid thâu nạp bằng một hợp đồng tài trợ. Thành công đến với họ ngay sau đó với vị trí thứ 2 tại Shanghai Major 2016, Manila Major 2016 và chức vô địch tại EPICENTER 2016. Họ sau đó trải qua sự xáo trộn đội hình và thi đấu không thành công, tuy nhiên với sự gia nhập của Miracle- và đặc biệt là GH, Team Liquid đã trở lại là một trong những team hàng đầu thế giới, Kuroky đã dẫn dắt Team Liquid vô địch The International 2017.
Team Liquid và Kuroky thi đấu khá mờ nhạt trong năm 2018 và chỉ giành được vị trí thứ 4 tại The International 2018. Sang mùa giải 2019, họ thi đấu tốt dần lên và giành được vị trí á quân tại MDL Disneyland® Paris Major. Kuroky sau đó đã gây tranh cãi lớn trong cộng đồng khi thay thế thành viên MATUMBAMAN bởi Aliwi "w33" Omar. Tuy nhiên thời gian đã chứng minh Kuroky đã đúng khi anh cùng Team Liquid kết thúc giải EPICENTER Major với vị trí thứ 2 sau thất bại trước Vici Gaming. Họ tiếp tục thi đấu thành công tại The International 2019 dù thi đấu khá bết bát tại vòng bảng và hành trình tiến tới trận chung kết từ nhánh thua của họ được coi là kỳ diệu. Kuroky cùng đồng đội liên tục đánh bại Fnatic, TNC Predator, RNG, Evil Geniuses, Team Secret và PSG.LGD tuy nhiên lại thất bại trước đương kim vô địch OG trong trận chung kết với tỉ số 3-1, họ giành được 4.462.909 tiền thưởng.

### 2019–đến nay: Nigma Galaxy
Sau The International 2019 KuroKy và những thành viên còn lại của Team Liquid đã thành lập tổ chức mới của mình, Team Nigma và anh tiếp tục là đội trưởng. Giải đấu lớn đầu tiên trong màu áo mới là The Leipzig Major nhưng họ thi đấu không thành công với vị trí 9-12. Trong thời gian các giải LAN tạm hoãn vì Đại dịch COVID-19, KuroKy và Nigma đã tham gia một số giải đấu online. Họ đã vô địch WePlay! Dota 2 Tug of War: Mad Moon và OGA Dota PIT S2 khu vực Europe/CIS.
Sau thời gian tạm nghỉ vì ảnh hưởng của COVID-19, KuroKy bước vào hành trình chinh phục The International 10, tuy nhiên Nigma nói chung và Kuroky nói riêng đã thi đấu không thành công. Anh và các đồng đội thất bại trong việc giành vé mời trực tiếp khi chỉ xếp hạng 13 với 670 điểm. Họ tiếp tục thất bại tại vòng loại khu vực châu Âu trước OG. 